# Walter Behrmann

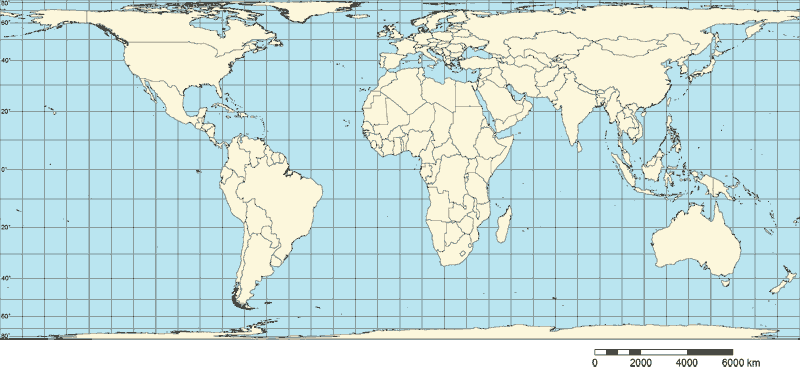
Bản đồ thế giới trong phép chiếu Behrmann

Walter Emmerich Behrmann (22/5/1882, Oldenburg – 3/5/1955, Berlin) là một nhà địa lý người Đức. Ông được nhớ đến khi là người giới thiệu một phép chiếu bản đồ hình trụ được gọi là " phép chiếu Behrmann ".

## Tiểu sử
Từ năm 1901 đến 1905, ông theo học địa lý, toán học và vật lý tại Đại họcGöttingen, tại đó ông là sinh viên của Hermann Wagner. Sau đó, ông làm trợ lý cho nhà địa lý học Joseph Partsch tại Đại học Leipzig (1908-1909). Năm 1912-1913, ông tham gia với tư cách là nhà địa lý học trong Cuộc thám hiểm Kaiserin-Augusta-Fluss tới New Guinea  cùng với Richard Thurnwald.
Năm 1918, ông được bổ nhiệm làm giám đốc của Landeskundliche Kommission ở Romania. Năm 1922, ông được bổ nhiệm làm phó giáo sư bản đồ học tại Đại học Berlin, và sau đó là giáo sư địa lý tại Đại học Frankfurt (từ 1923) và tại Đại học Tự do Berlin (từ 1948). Năm 1954, ông đạt được danh hiệu " giáo sư danh dự ".

## Tác phẩm chọn lọc
- Über die niederdeutschen Seebücher des fünfzehnten und sechzehnten Jahrhunderts, 1906 (luận án tiến sĩ).
- .Nach Deutsch-Neuguinea, 1914.
- Der Sepik (Kaiserin-Augusta-Fluss) und sein Stromros, 1917.
- Im Stromros des Sepik, eine deutsche Forschungsreise in Neuguinea, 1922.
- Das westliche Kaiser-Wilhelms-Land ở Neu-Guinea, 1924.
- Rhein-Mainischer Atlas für Wirtschaft, Verwaltung und Unterricht, 1929 (với Otto Maull).
- Aufgaben der Kolonialkartographie, 1936.
- Die Entschleierung der Erde, 1948.[5][6]